# Vervins-i béke
A vervins-i békeszerződés (franciául: paix de Vervins, spanyolul: Paz de Vervins), amelyet 1598. május 2-án kötöttek meg a pikárdiai Vervins városában, lezárta az 1585-ben kitört utolsó (nyolcadik) francia vallásháborút (1585–1598), és az ezzel részben párhuzamosan folyó, 1595-ben kitört spanyol–francia háborút (1595–1598) is. Szélesebb összefüggésben ez a szerződés (és a vele nagyjából egy időben kiadott nantes-i ediktum)  véget vetettek az 1562–1598 között dúló francia vallásháborúk (más néven a hugenotta háborúk) sorozatának. A vervins-i békeszerződést egyfelől az 1593-ban végleg római katolikus hitre tért IV. (Navarrai) Henrik francia király, másfelől a vereséget szenvedett francia Katolikus Liga legfőbb támogatója, a katolikus hit kérlelhetetlen védelmezője, II. Fülöp spanyol király írták alá. A szerződés alapvetően helyreállította az 1559-es cateau-cambrésis-i békeszerződés területi viszonyait, de a körülmények már a nagyhatalmi súlypontok eltolódását jelezték, a gyengülő Spanyolország felől a lassan erősödő Franciaország felé.

## Előzmények
A nyolcadik hugenotta háború (1585–1598) az 1562 óta dúló francia vallásháborúk sorában a végső, legvéresebb konfliktus volt.
1584-ben elhunyt Valois Ferenc, Alençon és Anjou hercege (1555–1584), II. Henrik francia király legfiatalabb fia, az uralkodó III. Henrik király utolsó élő öccse. Mivel sem neki, sem a királynak nem volt férfi utódja, a Franciaország trónjának várományosa Valois Margit királyi hercegnő férje, a Bourbon-házból származó, protestáns vallású Navarrai Henrik lett. Az utolsó Valois-házi uralkodó hajlott a megegyezésre Navarrai Henrikkel, erre I. Henrik, Guise hercege 1585-ben újjáélesztette a Katolikus Ligát, szövetséget kötött II. Fülöp spanyol királlyal és V. Szixtusz pápával, és ellenkirályt próbáltak állítani.
Kitört a „három Henrik háborúja”. Navarrai Henrik 1585-1588 között győzelmeket ért el. 1588-ban III. Henrik királyt a Katolikus Liga elűzte Párizsból. A király Blois kastélyában meggyilkoltatta a Guise fivéreket, akiket árulónak tartott. Párizsban felkelés tört ki, III. Henrik király ekkor Navarrai Henrikkel szövetségben közösen megostromolta Párizst, közben 1589. augusztus 1-jén Jacques Clément dominikánus szerzetes meggyilkolta III. Henrik királyt.

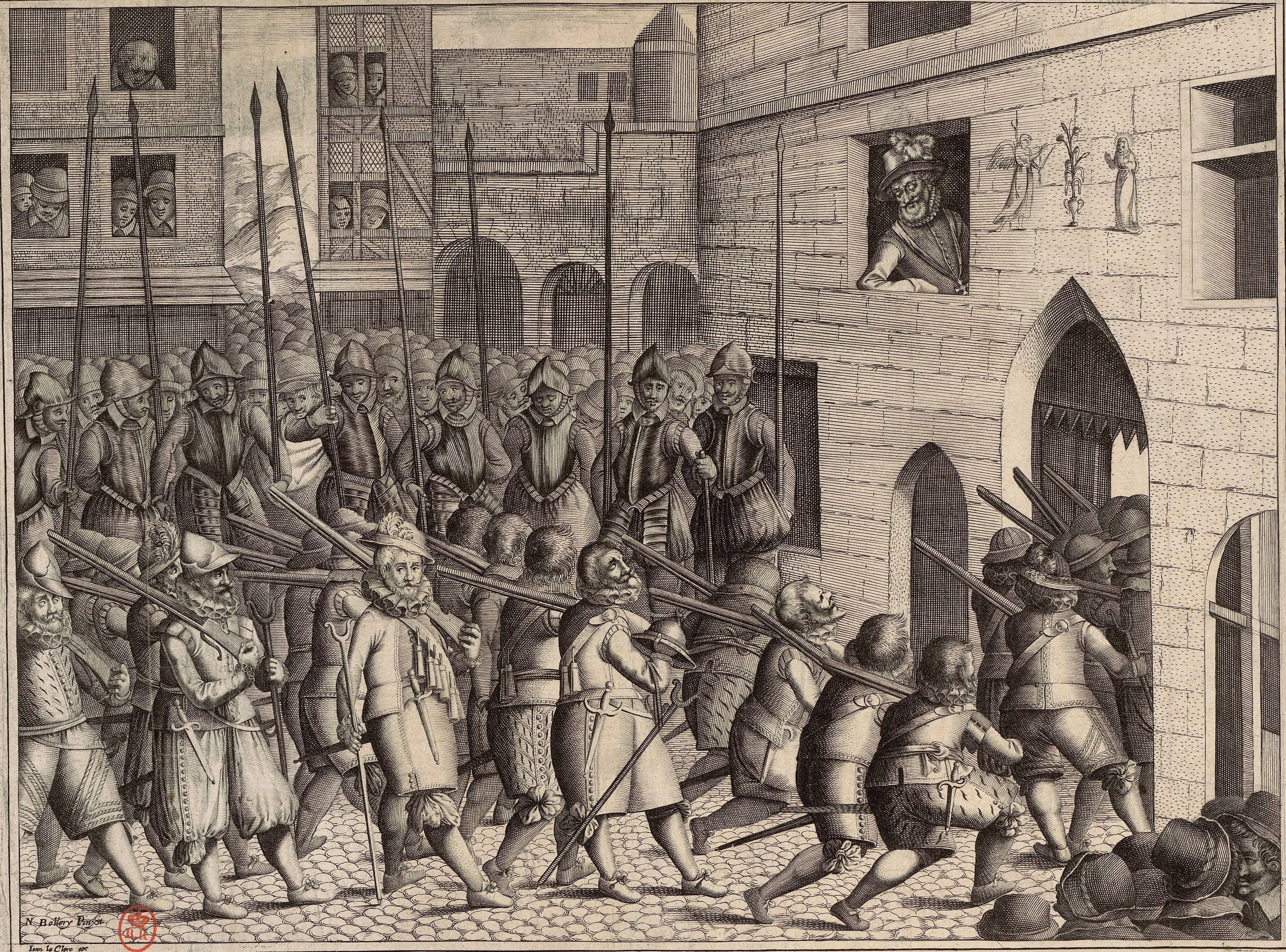
IV. (Navarrai) Henrik király szemléli a spanyol csapatok kivonulását Párizsból (1594. március 22.)

1590-ben Dél-Németalföld felől spanyol intervenciós csapatok érkeztek a Katolikus Liga segítésére, a protestáns IV. (Navarrai) Henrik ellen, aki 1593-ban a Saint-Denis-székesegyházban (ismét) áttért a katolicizmusra, ezzel de jure megszűnt a spanyol beavatkozás hivatkozási alapja. 1594-ben Chartres-ban megkoronázták, és megszerezte Párizst. 1595 januárjában Henrik hadat üzent Spanyolországnak, hogy lehetetlenné tegye a francia és spanyol katolikusok összefogását. A francia polgárháborúval párhuzamosan most már spanyol–francia háború is folyt. A harc felemésztette mindkét fél erőforrásait. VIII. Kelemen pápa, félve a francia egyház elszakadásától, IV. Henrik oldalára állt. Spanyolország Angliától is súlyos vereségeket szenvedett, 1587–96 között hadiflottája gyakorlatilag megsemmisült. 1596-ban Spanyolország teljes pénzügyi csődbe jutott. Ennek ellenére tovább erőltette a háborút IV. Henrik ellen.
1597 március 11-én a spanyolok rajtaütéssel elfoglalták Amiens-t, Párizs kulcsát. IV. Henrik már másnap hadjáratot indított és öt hónapon át tartó véres ostrommal visszaszerezte a várost. IV. Henrik győzelme gyakorlatilag a spanyol háború végét jelentette.
A külső és belső nehézségekkel küzdő II. Fülöp tárgyalóasztalhoz kényszerült.  A pápa ösztönzésére és közvetítésével béketárgyalások kezdődtek. 1598. április 13-án IV. Henrik aláírta a nantes-i ediktumot, hogy megtartsa a protestáns rendek támogatását, helyzete ezzel tovább erősödött. Két héttel később, május 2-án Vervins-ben aláírták a spanyol–francia békeszerződést.

## A helyszín
A tárgyalófeleket Guillemette de Coucy gróf, Vervins társ-ura (co-seigneur) látta vendégül várkastélyában, a Châteauneuf de Vervins-ben. A település Észak-Franciaországban, Pikárdiában, Thiérache régióban (a mai Aisne megyében) található, közel Spanyol-Németalföld határához. (A vár sok kárt szenvedett az 1598-ig tartó háborúkban, de máig fennmaradt és látogatható).

## A szerződés
A szerződés feltételeinek kidolgozásában oroszlánrésze volt VIII. Kelemen pápa legátusának, Alessandro Ottaviano de’ Medici bíborosnak. Van, aki őt tekinti a „a szerződés megalkotójának” (Medici bíboros később, 1605 áprilisában IV. Henrik anyagi támogatásával maga is pápa lett, XI. Leó néven, de néhány hetes uralkodás után meghalt).
A szerződés értelmében a II. Fülöp elismerte IV. Henrik királyságát, és lemondott minden, Franciaországgal szembeni trónigényéről. Kötelezte magát, hogy felhagy a Katolikus Liga támogatásával. Franciaország visszakapta a spanyolok által elfoglalt Pikárdiát. A spanyol csapatok kivonultak IV. Henrik országának területéről, csak Cambrai-t tartották meg. Ezzel gyakorlatilag visszaállt a 40 évvel korábban, 1559-ben II. Henrik francia király és a fiatal II. Fülöp spanyol király által megkötött cateau-cambrésis-i békeszerződésben rögzített helyzet.

## Következmények
A nantes-i ediktum és a vervins-i békekötés véget vetett a négy évtizede pusztító vallásháborúknak, megszilárdította IV. Henrik király hatalmát. Az idős és súlyosan beteg II. Fülöp király még abban az évben, szeptember13-án elhunyt. Utódja, III. Fülöp tiszteletben tartotta vervins-i szerződést. I. Károly Emánuel savoyai herceg elutasította a vervins-i megállapodást, de 1599-ben IV. Henrik csapatai vereséget mértek rá, ennek hatására a Savoyai 1601-ben kénytelen volt aláírni a hasonló értelmű lyoni békeszerződést.
A békekötést a király nagy győzelmeként ünnepelték, szerte az országban örömtüzeket gyújtottak, körmenetekkel és hálaadó szentmisékkel emlékeztek meg a hosszú idő óta áhított békesség beköszöntéséről.
A vervins-i béke megfosztotta a Katolikus Ligát spanyol és francia szövetségeseitől. A Liga magára maradva már csak utóvédharcokat folytathatott, de vezetői sorra átálltak IV. Henrik oldalára. Angliai Erzsébet királynő halála (1603) után Anglia megbékült Spanyolországgal. II. Fülöp halála után fokozottan megmutatkozott a spanyol állam és társadalom kimerültsége. Erősödött a holland tartományok szövetségének tengeri hatalma. A spanyol katolikus világuralom terve végleg meghiúsult.
Ez a békekötés II. Fülöp spanyol király végső vereségének tekinthető. Tervei, amelyek a spanyol Habsburgok franciaországi igényeit az ultra-katolikusok támogatásán keresztül próbálták megvalósítani, kudarcot vallottak. A háborúk felemésztették a Spanyol Birodalom óriási erőforrásait, és megindították azt a lassú és hosszú folyamatot, amely a Habsburg Spanyolország fokozatos gyengülését, és a Bourbon Franciaország nagyhatalommá emelkedését hozta el. A vervins-i béke után két évtizeddel kitört a következő európai háború (harmincéves háború), de az sem törte meg ezt tendenciát. A spanyol „Arany Évszázad” (Siglo de Oro) után Franciaország „Nagy Évszázada” (le Grand Siècle) következett.